# Classement Henley des passeports
Le  Classement Henley des passeports est un classement mondial des pays fondé sur la liberté de circulation des citoyens. En collaboration avec l'Association internationale du transport aérien, et à partir des données officielles de sa base de données mondiale, Henley & Partners (en) analyse la réglementation des visas de tous les pays et territoires à travers le monde depuis 2006. 

## Définition
HVRI consiste en un classement des pays / territoires en fonction du nombre d'autres pays / territoires où vous pouvez voyager sans visa dans un pays / territoire particulier. Le classement est établi en fonction du score atteint par chaque pays quant au nombre d'autres pays auxquels l'accès sans visa est possible. La base de données comprend tous les pays et territoires inclus dans la base de données IATA. Étant donné que tous les territoires ne délivrent pas de passeports, il y a beaucoup moins de pays / territoires classés que les pays / territoires de destination avec lesquels des consultations sont effectuées.

Un individu titulaire du passeport singapourien peut se rendre (en 2022) sans demander de visa préalable (pas de visa ou visa délivré automatiquement à l'arrivée) dans 192 destinations (pays et territoires à statut spécial) et doit demander un visa avant son départ pour 35 destinations. L'indice de puissance du passeport singapourien est donc de 192 sur 227.

## Méthodologie
Pour déterminer le score pour chaque pays / territoire, selon les données IATA est interrogée comme suit : 
1. Chaque pays ou territoire pour lequel le score doit être déterminé est vérifié pour chaque pays / territoire pour lequel des informations de restriction de voyage figurent dans la base de données IATA.
2. Chaque requête est effectuée dans les conditions suivantes :
  - Le passeport est délivré dans le pays de nationalité
  - Le passeport est valide
  - Le détenteur du passeport est un citoyen du pays qui a délivré le passeport
  - Le détenteur du passeport est un adulte
  - L'entrée est demandée pour une visite touristique ou professionnelle
  - La durée du séjour est d'au moins trois jours
3. Les autres conditions comprennent :
  - Les consultations ne concernent que les titulaires de passeports normaux, c’est-à-dire que les passeports diplomatiques ou de service et autres documents de voyage ne sont pas pris en compte.
  - Les exigences complexes relatives aux passeports ne sont pas prises en compte, c'est-à-dire si de telles exigences n'existent pas. Ceux-ci peuvent inclure des traductions ou des pages vides.
  - Les exigences par pays / territoire de destination concernant une durée de validité du passeport particulière sont négligées.
  - Les exigences du pays / territoire de destination en ce qui concerne une certaine durée de validité des passeports ne sont pas prises en compte.
  - Les exigences de santé, les exigences de fonds suffisants ou les billets de retour ne sont pas pris en compte
  - Les informations préalables sur les passagers et l’approbation rapide du comité ne sont pas considérées comme une obligation de visa ou une restriction de voyage, ni comme une obligation de payer la taxe d'aéroport et celles-ci ne sont pas prises en compte.
4. Si les détenteurs de passeport d'un pays ou territoire pour lequel le score sera déterminé à entrer dans la destination dans les conditions susmentionnées ne sont pas tenus d'obtenir un visa, un score (valeur = 1) sera attribué au pays / territoire du détenteur du passeport.
5. Une fois que toutes les demandes ont été effectuées, le score total pour chaque pays / territoire est égal au nombre de pays / territoires de destination pour lesquels le résultat est "aucun visa n'est requis" dans les conditions définies ci-dessus.

## Classement
| Classement de 2024 (juin) | Classement de 2024 (juin) | Classement de 2024 (juin)                           | Classement de 2024 (juin) | Classement de 2024 (juin) | Classement de 2024 (juin)                                                    | Classement de 2024 (juin) |
| Rang                      | Nombre de pays            | Pays                                                | Rang                      | Nombre de pays            | Pays                                                                         |                           |
| ------------------------- | ------------------------- | --------------------------------------------------- | ------------------------- | ------------------------- | ---------------------------------------------------------------------------- | ------------------------- |
| 1                         | 192/227                   | Japon Singapour                                     | 57                        | 93/227                    | Timor oriental                                                               |                           |
| 2                         | 190/227                   | Allemagne Corée du Sud                              | 58                        | 91/227                    | Équateur                                                                     |                           |
| 3                         | 189/227                   | Finlande Espagne Italie Luxembourg                  | 59                        | 89/227                    | Nauru                                                                        |                           |
| 4                         | 188/227                   | Autriche Danemark Pays-Bas Suède                    | 60                        | 88/227                    | Fidji Maldives                                                               |                           |
| 5                         | 187/227                   | France Irlande Portugal Royaume-Uni                 | 61                        | 87/227                    | Guyana                                                                       |                           |
| 6                         | 186/227                   | Belgique États-Unis Norvège Nouvelle-Zélande Suisse | 62                        | 86/227                    | Botswana Jamaïque                                                            |                           |
| 7                         | 185/227                   | Australie Canada Grèce Malte République tchèque     | 63                        | 84/227                    | Bahreïn                                                                      |                           |
| 8                         | 183/227                   | Hongrie                                             | 64                        | 82/227                    | Papouasie-Nouvelle-Guinée                                                    |                           |
| 9                         | 182/227                   | Lituanie Pologne Slovaquie                          | 65                        | 80/227                    | Oman                                                                         |                           |
| 10                        | 181/227                   | Estonie Lettonie Slovénie                           | 66                        | 79/227                    | Arabie saoudite Bolivie Chine Thaïlande                                      |                           |
| 11                        | 180/227                   | Islande                                             | 67                        | 78/227                    | Namibie                                                                      |                           |
| 12                        | 179/227                   | Malaisie                                            | 68                        | 77/227                    | Biélorussie Lesotho Suriname                                                 |                           |
| 13                        | 178/227                   | Liechtenstein                                       | 69                        | 75/227                    | Kazakhstan                                                                   |                           |
| 14                        | 176/227                   | Chypre                                              | 70                        | 74/227                    | Eswatini                                                                     |                           |
| 15                        | 175/227                   | Émirats arabes unis                                 | 71                        | 73/227                    | Malawi                                                                       |                           |
| 16                        | 174/227                   | Chili Monaco Roumanie                               | 72                        | 72/227                    | Kenya Tanzanie                                                               |                           |
| 17                        | 173/227                   | Bulgarie Croatie                                    | 73                        | 71/227                    | Indonésie Tunisie Zambie                                                     |                           |
| 18                        | 171/227                   | Hong Kong                                           | 74                        | 70/227                    | République dominicaine                                                       |                           |
| 19                        | 170/227                   | Argentine                                           | 75                        | 69/227                    | Azerbaïdjan                                                                  |                           |
| 20                        | 169/227                   | Brésil Saint-Marin                                  | 76                        | 68/227                    | Gambie                                                                       |                           |
| 21                        | 168/227                   | Andorre                                             | 77                        | 67/227                    | Ouganda                                                                      |                           |
| 22                        | 166/227                   | Brunei                                              | 78                        | 66/227                    | Cap-Vert Philippines                                                         |                           |
| 23                        | 162/227                   | Barbade                                             | 79                        | 65/227                    | Arménie Zimbabwe                                                             |                           |
| 24                        | 159/227                   | Israël Mexique                                      | 80                        | 64/227                    | Cuba Ghana Maroc                                                             |                           |
| 25                        | 156/227                   | Saint-Christophe-et-Niévès                          | 81                        | 63/227                    | Kirghizistan Sierra Leone                                                    |                           |
| 26                        | 155/227                   | Bahamas                                             | 82                        | 62/227                    | Mozambique                                                                   |                           |
| 27                        | 153/227                   | Uruguay Vatican                                     | 83                        | 61/227                    | Bénin Mongolie Rwanda                                                        |                           |
| 28                        | 152/227                   | Seychelles                                          | 84                        | 60/227                    | Sao Tomé-et-Principe                                                         |                           |
| 29                        | 151/227                   | Saint-Vincent-et-les-Grenadines                     | 85                        | 59/227                    | Inde Mauritanie Tadjikistan                                                  |                           |
| 30                        | 150/227                   | Antigua-et-Barbuda Costa Rica Trinité-et-Tobago     | 86                        | 58/227                    | Burkina Faso                                                                 |                           |
| 31                        | 146/227                   | Maurice Sainte-Lucie                                | 87                        | 57/227                    | Gabon Ouzbékistan                                                            |                           |
| 32                        | 145/227                   | Taïwan                                              | 88                        | 56/227                    | Côte d'Ivoire Sénégal                                                        |                           |
| 33                        | 144/227                   | Dominique Grenade Macao                             | 89                        | 55/227                    | Guinée équatoriale Madagascar                                                |                           |
| 34                        | 143/227                   | Ukraine                                             | 90                        | 54/227                    | Guinée Mali Togo Viêt Nam                                                    |                           |
| 35                        | 142/227                   | Panama                                              | 91                        | 53/227                    | Bhoutan Cambodge Comores Niger Tchad                                         |                           |
| 36                        | 141/227                   | Paraguay                                            | 92                        | 52/227                    | Algérie Égypte Guinée-Bissau Jordanie République centrafricaine Turkménistan |                           |
| 37                        | 136/227                   | Serbie                                              | 93                        | 51/227                    | Burundi                                                                      |                           |
| 38                        | 135/227                   | Pérou                                               | 94                        | 50/227                    | Angola Cameroun Laos                                                         |                           |
| 39                        | 134/227                   | Salvador                                            | 95                        | 49/227                    | Liberia                                                                      |                           |
| 40                        | 133/227                   | Guatemala Honduras                                  | 96                        | 48/227                    | Haïti République du Congo                                                    |                           |
| 41                        | 131/227                   | Colombie Salomon Samoa                              | 97                        | 47/227                    | Djibouti                                                                     |                           |
| 42                        | 129/227                   | Tonga Venezuela                                     | 98                        | 46/227                    | Birmanie                                                                     |                           |
| 43                        | 127/227                   | Nicaragua Tuvalu                                    | 99                        | 45/227                    | Éthiopie Nigeria                                                             |                           |
| 44                        | 125/227                   | Macédoine du Nord                                   | 100                       | 44/227                    | Soudan du Sud                                                                |                           |
| 45                        | 123/227                   | Kiribati Monténégro                                 | 101                       | 43/227                    | Érythrée                                                                     |                           |
| 46                        | 122/227                   | Marshall                                            | 102                       | 42/227                    | Iran République démocratique du Congo                                        |                           |
| 47                        | 120/227                   | Moldavie                                            | 103                       | 41/227                    | Liban Sri Lanka Soudan                                                       |                           |
| 48                        | 119/227                   | Palaos                                              | 104                       | 40/227                    | Bangladesh Kosovo Libye                                                      |                           |
| 49                        | 117/227                   | Bosnie-Herzégovine Micronésie Russie                | 105                       | 39/227                    | Corée du Nord                                                                |                           |
| 50                        | 115/227                   | Géorgie                                             | 106                       | 37/227                    | Népal Palestine                                                              |                           |
| 51                        | 114/227                   | Albanie                                             | 107                       | 34/227                    | Somalie                                                                      |                           |
| 52                        | 110/227                   | Turquie                                             | 108                       | 33/227                    | Yémen                                                                        |                           |
| 53                        | 104/227                   | Afrique du Sud                                      | 109                       | 31/227                    | Pakistan                                                                     |                           |
| 54                        | 101/227                   | Belize                                              | 110                       | 29/227                    | Syrie                                                                        |                           |
| 55                        | 98/227                    | Qatar Vanuatu                                       | 111                       | 28/227                    | Irak                                                                         |                           |
| 56                        | 95/227                    | Koweït                                              | 112                       | 26/227                    | Afghanistan                                                                  |                           |